# Tân Giáng
Tân Giáng (chữ Hán giản thể: 新绛县, âm Hán Việt: Tân Giáng huyện) là một huyện thuộc địa cấp thị Vận Thành, tỉnh Sơn Tây, Cộng hòa Nhân dân Trung Hoa. Huyện Tân Giáng có diện tích 600 km², dân số năm 2002 là 320.000 người. Mã số bưu chính 043100, mã vùng điện thoại 0359. Huyện Tân Giáng nằm ở tây nam của Sơn Tây, phía tây là dãy núi Lữ Lương Sơn, phía nam là Phần Hà. Năm 1994, huyện này được phong danh hiệu danh thành văn hoá lịch sử quốc gia. Thời Xuân Thu, địa danh này có tên là Giáng.
- Trấn:.
- Hương:.